# Dirk

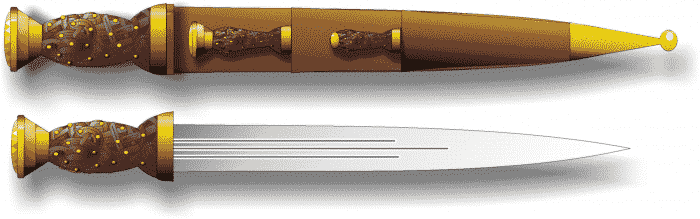
Dirk

Dirk es la palabra que los escoceses utilizan para denominar a una daga larga (mayor a una daga, pero de menor longitud que una espada). A veces, esta arma tiene una hoja de espada de corte hacia abajo montado en la empuñadura de la daga, en lugar de tener una hoja de cuchillo.

## Etimología
Las formas históricas incluyen como origen de la palabra dirk los términos durk y dowrk,' pero los estados escoceses y el estado inglés opinan que la etimología completa no está totalmente clara y demostrada. Un enlace a las palabras germánicas como el alemán Dolch se considera posible pero como el origen de la palabra dirk no está seguro todavía, esta teoría no es válida por el momento.

## Dirks en Escocia
Todavía se utilizan; a veces; puñales o dagas (dirks), reales o falsos, como hábito de la vestimenta.

## Dirks navales

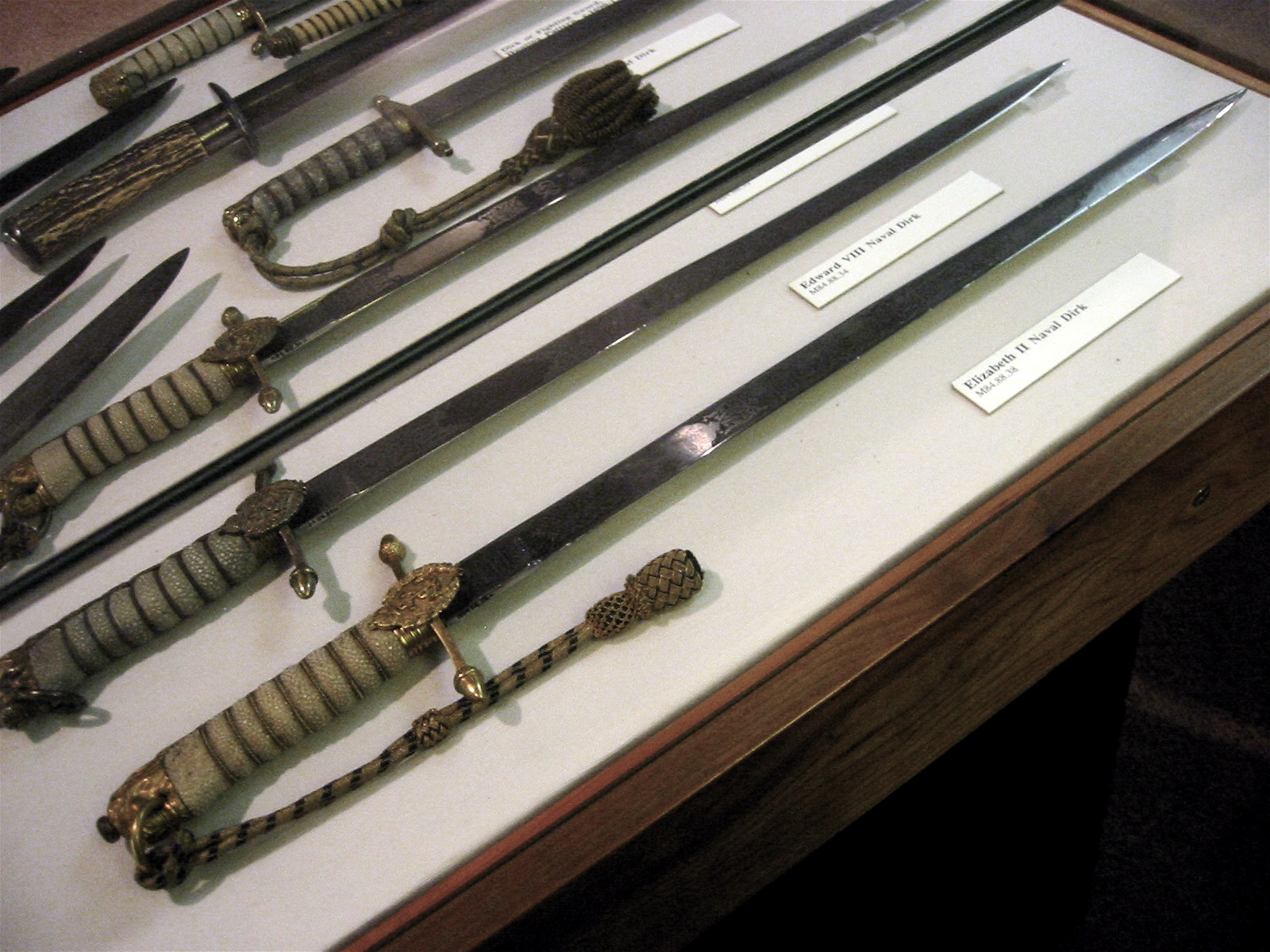
Dirks navales europeos.

Varios tipos de dirk fueron utilizadas por las fuerzas europeas y estadounidenses en tierra y mar.